# Pastorela (película)
Pastorela es una película mexicana cómica, el segundo largometraje del director mexicano Emilio Portes, estrenada en el 2011. Obtuvo el Premio Ariel a Mejor Película, en el 2012.

## Sinopsis
El agente judicial Jesús Juárez "Chucho" vive con su hija Magdalena en el barrio de San Miguel de Nenepilco, en la Ciudad de México, y anualmente interpreta el papel del diablo en la pastorela parroquial organizada por el padre Benito. Sin embargo, cuando el subprocurador es asesinado, Chucho tiene mucho trabajo y no se entera de que el padre Benito falleció, a causa de un infarto mientras tenía relaciones sexuales con una de las monjas, y de que el nuevo sacerdote, Edmundo Posadas, ha decidido no incluirlo en la pastorela, ya que faltó a la junta; en su lugar, otorgó el papel a Vulmaro, el compadre de Chucho. Después de años de interpretar al diablo, Chucho no está dispuesto a dejar ir "su" papel así como así, por lo que tendrá que enfrentarse en una clásica lucha del bien contra el mal para reclamar su parte en la festividad.

## Elenco
- Joaquín Cosío — Jesús Juárez "Chucho"
- Carlos Cobos — sacerdote Edmundo Posadas
- Eduardo España — Vulmaro Villafuente "El Compadre"
- Ana Serradilla — monja
- Dagoberto Gama — Comandante Judicial
- Héctor Jiménez — hombre poseído
- José Semafi — "El Tuerto"
- Ernesto Yáñez — monaguillo
- Eduardo Manzano — cardenal
- Ruben Cristiany — arzobispo
- Osami Kowano — padre Benito
- Melissa Bahnsen - Magdalena
- Silverio Palacios- doctor Godínez

## Premios
Pastorela obtuvo 14 nominaciones en la entrega del Premio Ariel del 2012, y de ellas ganó los siguientes:
| Premio        | Año  | Categoría                    | Receptor                                | Resultado |
| ------------- | ---- | ---------------------------- | --------------------------------------- | --------- |
| Premios Ariel | 2012 | Mejor Película               | Emilio Portes y Producciones el Patrón. | Ganadora  |
| Premios Ariel | 2012 | Mejor Coactuación Masculina  | Carlos Cobos.                           | Ganador   |
| Premios Ariel | 2012 | Mejor Guion Cinematográfico. | Emilio Portes.                          | Ganador   |
| Premios Ariel | 2012 | Mejor Guion Cinematográfico  | Emilio Portes                           | Ganador   |
| Premios Ariel | 2012 | Mejor Vestuario.             | Gabriela Fernández.                     | Ganadora  |
| Premios Ariel | 2012 | Mejor Maquillaje.            | Roberto Ortiz.                          | Ganador   |
| Premios Ariel | 2012 | Mejores Efectos Visuales     | Gretel Studio.                          | Ganador   |
| Premios Ariel | 2012 | Mejor Dirección              | Emilio Portes                           | Ganador   |

## Artículos complementarios
- Anexo:Premio Ariel a la mejor película
- Centro de Capacitación Cinematográfica
- pastorela

## Sitios exteriores
- Pastorela en Internet Movie Database (en inglés).
- Tráiler Oficial 2 de "Pastorela" en YouTube.
- Pastorela 2011 en YouTube.

- Datos: Q16482278